# Biblia Knoxa
The Holy Bible: A Translation From the Latin Vulgate in the Light of the Hebrew and Greek Originals (pol. Pismo Święte; Tłumaczenie z łacińskiej Wulgaty, zweryfikowane z oryginałami hebrajskim i greckim.) – katolicka wersja Biblii wykonana przez protonotariusza Ronalda Knoxa, angielskiego teologa, księdza i pisarza kryminałów. Znana jest też, jako Biblia Knoxa, lub Wersja Knoxa. Po raz pierwszy została wydana w trzech tomach, a później została wydana w jednym tomie.

## Geneza oraz okoliczności wydania
W 1936 roku episkopat Anglii i Walii powierzył zadanie wykonania nowego tłumaczenie Wulgaty zweryfikowanej z tekstem hebrajskim i greckimi manuskryptami Ronaldowi Knoxowi. W 1945 roku Nowy Testament został opublikowany, a jego celem nie było zastąpienie tłumaczenia Douay–Rheims, ponieważ miał być używany obok wcześniejszej edycji Biblii, jak napisał w przedmowie arcybiskup Westminsteru Bernard Griffin.
Kiedy 1950 roku został wydany Stary Testament autorstwa Knoxa tłumaczenia Biblii z Wulgaty przestały już być tworzone, a Kościół skupił się na promocji tłumaczeń z oryginałów hebrajskich i greckich zgodnie z encykliką Divino afflante Spiritu. Jednak Biblia Knoxa była przeznaczona i dozwolona do czytania Lekcji na mszy od 1965 do początku lat 70. XX wieku, wraz z Biblią bractwa. Jest uznawany za najlepsze tłumaczenie XX wieku, m.in. przez papieża Piusa XII, biskupa Fultona Sheena.

## Język przekładu
Tłumacz używa płynnego, idiomatycznego języka angielskiego i używa go bardziej swobodnie, niż tłumacze w tłumaczeniu Douay–Rheims, natomiast tłumaczenie ksiąg deuterokanonicznych jest bliższe Septuagincie niż Wulgacie. Kiedy istniały wątpliwości i różnice co do tekstu łacińskiego tłumaczono z języka oryginału, a tekst łaciński był umieszczany w przypisie. Baronius Press w swojej edycji Biblii dołączyło broszurę „On Englishing the Bible” na temat sposobu tłumaczenia Biblii autorstwa Knoxa

## Późniejsze wydania
Templegate Publishers wydało faksymile Nowego Testamentu w 1997 roku (ISBN 0-87243-229-7).
Baronius Press uzyskało prawa do Biblii od Archidiecezji Westminsterskiej w 2009 roku i wydało nową oprawioną w skórę edycje Biblii w październiku 2012 roku.
Arcybiskup Canterbury Rowan Williams docenił nowe wydanie Baronius Press: „Tłumaczenie Ronalda Knoxa pozostaje wyjątkowym osiągnięciem w dziedzinie nauki i poświęceniu literaturze. Wielokrotnie unika konwencjonalnych wyborów i nadaje tekstowi Pisma Świętego nowego charakter, często z genialnym i dopasowanym użyciem wyrażeń i zwrotów. Zasługuje na nową edycję, analizę i użycie.”.